# Dapix
Dapix (Dapyx, Δάπυξ) fou un cap tribal o reietó dels getes. Quan Marc Aquili Cras era a Tràcia el 29 aC, el cap dels getes, Roles estava en guerra contra Dapix, i va demanar l'ajut romà. Dapix fou derrotat i es va haver de refugiar en una fortalesa on fou assetjat; un grec que era a la fortalesa el va entregar al general romà. Els getes, quan se'n van adonar, per no caure en mans dels romans, es van matar uns als altres. Dapix fou executat el mateix dia.